# Marea roja

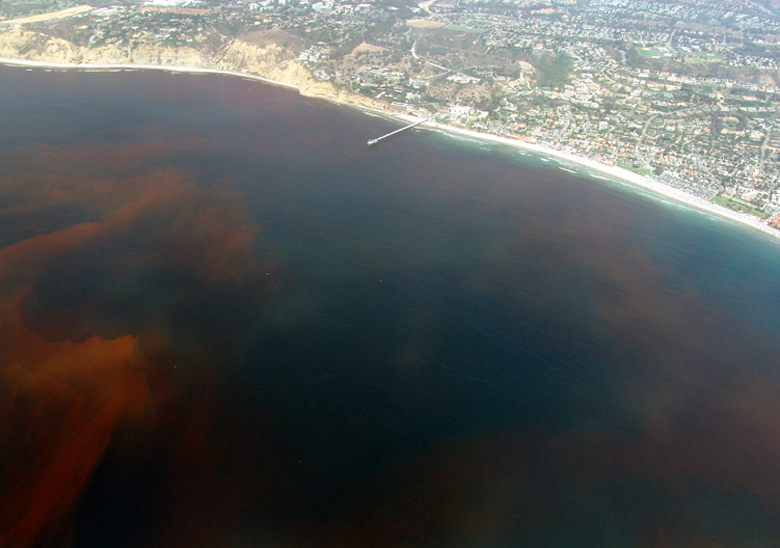
Marea roja en California.

Una marea roja es una proliferación de una o distintas microalgas  en cualquier cuerpo de agua en una zona determinada y que tiene un efecto nocivo en otro organismo. 
La llamada "marea roja" se denomina así debido a que en algunos casos, causa una proliferación de algas que consigue teñir las aguas de una tonalidad rojiza, debido a los pigmentos que algunos de estos microorganismos poseen. No obstante, a estos eventos se les denomina como Floraciones algales nocivas (FANs), ya que muchas veces no poseen coloración a la vista de las aguas. Puede estar causada por diferentes factores ambientales que se producen en el ambiente acuático, el fenómeno es muchas veces dañino para otros organismos, incluyendo al ser humano. A veces se suele utilizar en forma errónea este término para cualquier proliferación masiva de microalgas.
La alta concentración de estos microorganismos planctónicos, algunos de los cuales producen toxinas, causa pérdidas económicas para la acuicultura. Esto, debido a que la bioacumulación de estas toxinas en recursos animales, como por ejemplo organismos filtradores, puede llegar a niveles lo suficientemente altos para ser dañinos al ser ingeridos por el humano, generando así problemas sanitarios, económicos, ecológicos y sociales en el ámbito pesquero.

## Impacto medioambiental
Las mareas rojas tienen importantes consecuencias en los ambientes marinos debido a la alta concentración de toxinas que liberan. Los grupos de toxinas más importantes encontrados en estas algas son: las toxinas amnésicas, las toxinas paralizantes y las toxinas gástricas.
La marea roja es un fenómeno natural caracterizado por un aumento de la concentración de ciertos organismos componentes del plancton. Bajo ciertas condiciones ambientales se produce un aumento exagerado de organismos fitoplanctónicos (especialmente dinoflagelados), lo que se conoce como florecimiento, floraciones algales o «bloom», causando grandes cambios de coloración del agua debido a que poseen pigmentos con los que captan la luz del sol. Estos pigmentos pueden ser de color rojo, amarillo, verde, café o combinaciones, siendo la más frecuente la coloración rojiza, de la que proviene el apelativo.

### Metabolitos de los dinoflagelados
Los Metabolitos de los Dinoflagelados (Pyrrhophyta), siendo estos el segundo grupo más abundante del fitoplancton después de las diatomeas producen toxinas causantes de los distintos tipos de mareas rojas: saxitoxina y gonyatoxinas (PSP, Paralytic Shellfish Poisoning), ácido okadaico (DSP, Diarrhetic Shellfish Poisoning), brevitoxinas (NSP, Neurotoxic Shellfish Poisoning), ciguatoxina (CFP, Ciguatera Fish Poisoning). Además las diatomeas son capaces de producir toxinas cómo el ácido domoico (ASP, Amnesic Shellfish Poisoning).

## Toxinas y sus principales efectos

### Intoxicación paralizante por moluscos
- Denominación: PSP (Paralytic Shellfish Poisoning)
- Toxinas: saxitoxinas y gonyatoxinas
- Organismos: dinoflagelados, especialmente Alexandrium, Gymnodinium, Gonyaulax y Pyrodinium.

Es un síndrome característico, de predominio neurológico, que comienza de 5 a 30 minutos después de la ingesta de moluscos bivalvos síntomas agudos parestesias en la boca y las extremidades, acompañadas de afectación del tubo digestivo, que suelen ceder en unos días. También pueden presentarse: dolor de cabeza, mareos, vómitos y diarreas.
En los casos graves puede aparecer ataxia, disfonía, disfagia, parálisis muscular y dificultad respiratoria, con posibilidad de muerte por parálisis respiratoria entre las 2 y 24 horas posteriores a la ingestión.
Los mariscos son tóxicos durante varias semanas después de que pase la marea y la mayoría se vuelven aptos para el consumo.
La saxitoxina es una neurotoxina estable al calor, es un polipéptido tóxico que es filtrado y retenido por mejillones y ostras.
El principal vector de transmisión de esta enfermedad al hombre son los moluscos bivalvos; éstos acumulan la toxina vía alimentaria en sus aparatos digestivos y tejidos blandos. Si los moluscos ingieren células portadoras de toxinas, éstas se rompen y el material celular queda libre junto con la toxina en el sistema digestivo del animal. La toxina pasa después a las diferentes partes del molusco que se vuelve tóxico.
Casi todos los síntomas que provoca en el humano la saxitoxina se debe a la inhibición difusa del impulso nervioso en los nervios periféricos y en el músculo esquelético.

### Intoxicación diarreica por moluscos
- Denominación: DSP (Diarrhetic Shellfish Poisoning)
- Toxina: ácido okadoico. Esta toxina inhibe varias clases de fosfatasas (1 y 2 A), enzimas que quitan fosfato de otras proteínas para regular su función.
- Organismos: dinoflagelados Prorocentrum lima, P. elegans, P. hoffmannianum y P. concavum, Dinophysys acuminata, D. fortii, D. hastata, D. mitra, D. rotundata y D. tripos (algunas cepas)

El comienzo del proceso varía entre 30 minutos y 2 a 3 horas, manteniéndose los síntomas hasta 2 o 3 días, con independencia del tratamiento médico.
Los síntomas típicos son náuseas, vómitos, diarreas y dolor abdominal, que pueden ser intensos, incapacitando al paciente. La recuperación es completa sin alteraciones posteriores. La enfermedad, en general, no compromete la vida. La exposición crónica puede promover el desarrollo de un tumor en el tubo digestivo.

### Intoxicación neurotóxica por moluscos
- Denominación: NSP (Neurotoxic Shellfish Poisoning)
- Toxina: brevitoxinas.
- Organismos: dinoflagelado, Karenia brevis. Floraciones de K. brevis, llamada marea roja de Florida, se producen con frecuencia a lo largo del Golfo de México.

Las brevitoxinas son neurotoxinas que activan los canales de sodio sensibles al voltaje que causan afluencia de sodio y despolarizan la membrana.
La intoxicación provoca un conjunto de síntomas gastrointestinales y neurológicos: náuseas y vómitos, parestesias de la boca, los labios y la lengua, así como parestesias distales, ataxia, dificultad para hablar y mareos. Puede existir dificultad para respirar por afectación de los músculos respiratorios, no se han dado víctimas mortales.
Floraciones de K. brevis pueden hacer que el océano que aparezca rojo, marrón, o simplemente oscurecido debido a la densa agrupación de células que a menudo incluye varias especies de algas unicelulares. K. brevis es sólo una de las especies marinas de dinoflagelados que produce brevitoxinas (por ejemplo, K. mikimotoi, K. brevisulcata, K. selliformis, y K. papilionacea), pero sigue siendo el mejor estudiado hasta la fecha.
Las fuentes más comunes de exposición humana son a través de la ingestión de las almejas comúnmente cosechadas, ostras y mejillones. En general, aunque los mariscos acumulan la toxina, no se ven afectados por las brivetoxinas. El tiempo de depuración brevitoxinas en los mariscos varía, pero es normalmente un plazo de dos a ocho semanas.
Los peces se alimentan del plancton y retienen brevetoxinas en el músculo, intestino y órganos, pero en concentraciones mucho más bajas que en los moluscos. Los niveles más altos de brevitoxinas en peces se han encontrado en el hígado de pescado y el contenido del estómago. Brevitoxinas pueden persistir en el pescado, especialmente el hígado, por más de un año después del cese de la floración. Al igual que muchas toxinas marinas, brevitoxinas no se ven disminuidos por enjuagado, limpieza, cocinado, o congelación, y las toxinas no pueden ser detectados por el gusto o el olor. Esto hace que la NSP tenga mayor riesgo.
Además de transmisión por peces y mariscos contaminados, la toxina puede ser diseminada al romper las olas, y puede causar problemas respiratorios y síntomas parecidos a los del asma. Causa síntomas como náuseas, vómitos, diarrea y bajada de presión sanguínea.

### Ciguatera
- Denominación: CFP (Ciguatera Fish Poisoning)
- Toxinas: ciguatoxina-1, maitotoxina, escaritoxina,palitoxina, el ácido okadoico, y posiblemente otras.
- Organismos: Gambierdiscus toxicus, (se acumula en la cadena trófica)

La ingestión de peces intoxicados produce daños en humanos: dolores musculares, fatiga, trastornos del equilibrio, sensación de sabor metálico, diarrea, vómitos, sudor frío, ansiedad e inversión de la sensación térmica.
Las manifestaciones neurológicas se pueden prolongar semanas o meses. La enfermedad es causada por toxinas producidas por ciertos dinoflagelados que viven en detritus y en las macroalgas asociadas a sistemas de arrecifes.
Las toxinas se acumulan en la cadena alimentaria marina y hacen más tóxicos a los peces más grandes.
Se ignora por qué el pez no se afecta por las toxinas y sí algunos animales, que incluyen varios mamíferos, aves, reptiles, anfibios, insectos y hasta ciertos peces.
Se reporta más toxicidad de estas toxinas en algunas islas tropicales, donde es mayor la fuerza de las olas al dañar a los arrecifes en los que se encuentran macroalgas; los arrecifes ciguatos pueden luego permanecer tóxicos durante muchos años.
Los vectores actuales para la enfermedad son los peces semipelágicos y los que habitan en los arrecifes coralinos. Aunque es endémica de los trópicos y subtrópicos, actualmente la ciguatera se reporta también en áreas no tropicales.
La mortalidad ronda el 5% del total reportado, y se la adjudican al paro respiratorio. Hay microorganismos que sintetizan la toxina y colonizan el coral, (principalmente Gambierdiscus toxicus). Allí peces herbívoros los ingieren y concentran las ciguatoxinas. Los peces carnívoros (en realidad piscívoros) se convierten en tóxicos al consumir peces herbívoros, y la concentración de las toxinas aumenta a medida que sube la cadena alimentaria. La máxima concentración se halla en el hígado, cerebro y gónadas del pez.
La barracuda es una de las variedades según las estadísticas más preocupante, y la morena sería la que da cuadros más graves. La ciguatoxina es estable al calor, cocción, y a la congelación. Tampoco tiene color, olor o sabor.
Después de la ingesta y hasta las 12/24 horas aparece el cuadro clínico de la intoxicación con esta secuencia:
- Manifestaciones gastrointestinales: dolor abdominal, diarrea, náuseas, vómitos.
- Neurológicas: calambres, hormigueos, dolores musculares, intensa fatiga, trastornos del equilibrio, sensación de sabor metálico
- Cardiovasculares: bradi o taquicardia, e hipotensión arterial. Estos son síntomas comunes a muchos trastornos, pero hay dos síntomas cardinales, uno es la inversión de la sensación térmica: sensación de calor / quemadura al tocar objetos fríos y sensación de frío al tocar objetos calientes. La otra característica es el hormigueo peribucal: labios y lengua.

Esta intoxicación afecta especialmente a una franja de la población de mucha pobreza, que se alimenta de lo que pesca, y en ese entorno han crecido muchos mitos todos ellos falsos, muy peligrosos y sin base científica alguna para averiguar si un pescado es tóxico por ciguatera. En la actualidad se dispone de reactivos para testar a la carne antes de cocinarla. La ciguatera no se debe confundir con otras toxinas que comprometen especialmente a peces sin escamas, como el caso del pez globo, pufferfish, o Fugu.

### Intoxicación amnésica por moluscos
- Denominación:  ASP (Amnesic Shellfish Poisoning, ASP)
- Toxina: ácido domoico.
- Organismos: diatomeas (Pseudonitzschia).

Se acumula en almejas, mejillones, cangrejos, anchoas y sardinas. Puede matar a aves marinas y mamíferos marinos.
Síntomas: náuseas, vómitos y dolores estomacales.
Síntomas neurológicos más serios pueden incluir mareos, dolores de cabeza, convulsiones, desorientación, pérdida de memoria a corto plazo, dificultad/insuficiencia respiratoria y coma. El envenenamiento puede causar la muerte en menos de 24 horas.

## Medidas preventivas y de control

### Preventivas
- Monitoreo. El cual encuadra identificación de especies y de abundancia, bioensayos de toxicidad, recolección de datos meteorológicos y oceanográficos, mapeo de territorios para poder prever advertencia previa y para construir, probar y validar modelos matemáticos predictivos.

- Medidas de emergencia. Incluyen adelantar la cosecha, reducir los alimentos, transportar peces a sitios seguros, y uso de sistemas de bombas de arcilla y aspiradoras para reducir los efectos en especies de las bateas. Para humanos las medidas pueden incluir quedarse en casa para personas con problemas respiratorios, y no comer cosas procedentes del mar afectado por FANs.

### Control
- Control biológico: Estos incluyen copépodos y ciliados que consumen algas y dinoflagelados, y algunos parásitos, virus, y bacterias que son prometedores como agentes de control debido a que son abundantes en ecosistemas acuáticos y marinos y tienen tasas de reproducción altas. Los obstáculos mayores a su uso son la falta de criaderos de alto volumen, y problemas logísticos relacionados con su almacenaje y despliegue en el campo.

- Control químico: Se han probado muchos productos químicos (alguicidas) para matar o reducir el número de células de especies relacionadas con FANs. Por lo general, la mayoría de los productos son demasiado caros y demasiado generalistas que causan daños a otros componentes no deseados del ecosistema.

- Control físico. El control físico incluye eliminación de las células nocivas por medio de filtración, rasa de la superficie, ultrasonidos, y métodos similares.

Por varias razones, la mayoría de estas técnicas no han dado buenos resultados para el control de los FANs.
Una prometedora estrategia es tratar los florecimientos con arcillas floculantes (montmorillonita) que capturan partículas del agua, incluyendo las células tóxicas, y las sedimentan. Las consecuencias ambientales de esta estrategia aún no han sido evaluadas.